# استاری سوسادی‌باش
استاری سوسادی‌باش (انگلیسی: Stary Susadybash) یک شهرک در شهرستان یانائولسکی استان باشقیرستان کشور روسیه است.